# Максимилиана Мария Баварска
Максимилиана Мария Баварска (на немски: Maximiliana Maria von Bayern; * 4 юли 1552, Мюнхен, † 11 юли 1614, Мюнхен) от фамилията Вителсбахи, е принцеса от херцогство Бавария.

## Живот
Тя е втората дъщеря на херцог Албрехт V от Бавария (1528 – 1579) и съпругата му ерцхерцогиня Анна Австрийска (1528 – 1590), втората дъщеря на император Фердинанд I. Принцесата е възпитавана най-вече музикално.
Максимилиана Мария не се омъжва и живее в Мюнхен в двора на брат си Вилхелм V, който ѝ дава годишно 6000 гулдена. Тя има тесен контакт със сестра си Мария Анна, която е съпруга на ерцхерцог Карл в Грац. Двете сестри организират женитбата на тяхната племенница Мария Анна за бъдещия император Фердинанд II. Тя живее от 1595 г. три години в двора на сестра си. През 1598 г. тя се връща обратно в Мюнхен.
Мария Максимилиана е погребана във Фрауенкирхе в Мюнхен.